# Корольков, Александр Аркадьевич
Алекса́ндр Арка́дьевич Королько́в  (род. 22 марта 1941 года, станция Баюново, Косихинский район, Алтайский край, СССР) — советский и российский философ и писатель, специалист по философии медицины, философской антропологии, философии культуры и русской философии. Доктор философских наук, профессор, академик РАО (1992), заслуженный работник высшей школы Российской Федерации (2002). Лауреат премии Президента Российской Федерации в области образования (2001).

## Биография
В 1965 году окончил философский факультет Ленинградского государственного университета имени А. А. Жданова, где затем окончил аспирантуру.
В 1968—1991 годах работа в ЛГУ имени А. А. Жданова, где в 1983—1991 годах был профессором и заведующий кафедрой философии естественных факультетов.
В 1969 году защитил диссертацию на соискание учёной степени кандидата философских наук по теме «Философия и проблема нормы в медицине».
В 1981 году защитил диссертацию на соискание учёной степени доктора философских наук по теме «Диалектика, эволюционная теория и проблемы развития в медицине» (специальность 09.00.08 — философия науки и техники).
С 1991 года — профессор кафедры философии Российского государственного педагогического университета имени А. И. Герцена. Ныне — профессор и заведующий кафедрой философской антропологии и истории философии факультета философии человека Российского государственного педагогического университета имени А. И. Герцена.
В 1992 году избран академиком Российской академии образования.

## Научная деятельность
В своих трудах 1966-1986 годах с опорой на материалы биологии и медицины медицины и биологии занимался разработкой философских основания теории нормы (нормологии), которую, как отмечает философ П. В. Алексеев, рассматривал «как область знания об оптимальном развитии человека». Корольковым с критических позиций осмысливались как ограниченность, так и достоинства понимания нормы в качестве идеального и среднестатистического вариантов. Он исследовал диалектику взаимодействия патологии и нормы, а также ту роль, которую играют в эволюции норм аномалии. Основываясь на своей концепции нормологии Корольков затем занимался разработкой теории долголетия, намереваясь выявить многоуровневую детерминацию человеческого долголетия а космическом, популяционном, социальном и экологическом аспектах.
Также исследовательская деятельность Королькова касалась изучения творческого наследия философа К. Н. Леонтьева и современных писателей, включая С. П. Залыгина и В. М. Шукшина. Философия Леонтьева представлена как «особый путь» его философии, а сам философ выступает в качестве человека обладающего пророческой силой мысли, поскольку высказывал системно-психологические идеи, выступал с критикой массовой культуры и эгалитарной природы прогресса и прогнозировал наступление заката европейской культуры, а также наступлением в России эпохи атеизма и социализма, что будет для неё испытанием. 
В своём художественно-философском произведении «Роман небытия» опираясь на исторические факты Корольков нарисовал картину о жизни и судьбе русской эмигрантской интеллигенции 1920-1940-х годах в Чехословакии.

## Научные труды

### Монографии
- Корольков А. А., Петленко В. П. Философские проблемы теории нормы в биологии и медицине. — М.: Медицина, 1977. — 391 с.
- Корольков А. А. Диалектика и теория медицины. — Л.: Изд-во ЛГУ, 1979. — 100 с.
- Корольков А. А. Пророчества Константина Леонтьева. — СПб.: Изд-во С.-Петербург. ун-та, 1991. — 199 с. ISBN 5-288-00798-5
- Корольков А. А. Русская духовная философия. / Рос. акад. образования. Сев.-зап. отд-ние. — СПб.: Издательство РХГИ, 1998. — 575 с.
- Корольков А. А. Духовные основания русской школы. / М-во образования и науки РФ, Бийс. пед. гос. ун-т им. В. М. Шукшина, Гуманитарно-образовательный проект «Человек и культура». — Бийск: НИЦ БПГУ имени В. М. Шукшина, 2004. — 165 с. ISBN 5-85127-305-4
  - Философия как проповедь
  - Русская школа и православная культура
  - Основатели русской философии просвещения
  - Обретение образа Божиего: религиозно-философский взгляд на образование
  - Русская школа и кризис духовности
  - Монизм христианской антропологии: традиция патристики
  - Образование между культурой и цивилизацией
  - Мудрость. Философия. Духовность
  - Диалектика — логика творчества
- Корольков А. А. Духовная антропология. — СПб.: Издательство Санкт-Петербургского университета, 2005. — 323 с. ISBN 5-288-03769-8
  - Восхождение к духовной философии. — С. 159—217
- Корольков А. А. Духовный смысл русской культуры. — СПб.: Издательство РГПУ имени А. И. Герцена: Береста, 2006. — 740 с. (Герценовская антология) ISBN 5-8064-0988-0
- Корольков А. А. Русская культура: философия истоков. — Бийск: Бия, 2007. — 224 с. ISBN 978-5-903042-11-1
- Корольков А. А. Органика культуры: сборник / сост. и ред. разд. «Отклики. Впечатления. Встречи» — В. А. Возчиков, Ю. В. Бакулина. — Бийск: Бия, 2011. — 332 с. ISBN 978-5-903042-59-3
- Корольков А. А. Драма русского просвещения. — СПб.: Алетейя, 2013. — 331 с. ISBN 978-5-91419-786-2
- Корольков А. А., Преображенская К. В., Романенко И. Б. Педагогическая антропология в зеркале философии. — СПб.: Алетейя, 2017. — 340 с. ISBN 978-5-906860-92-7

### Статьи
- Корольков А. А. Духовный смысл русской культуры в судьбах российской государственности // Российская государственность: исторические традиции и вызовы XXI века. М., 2013.
- Корольков А. А. Правда как гармония правовых и нравственных норм // Философия права. 2013. № 1. С. 7—12
- Корольков А. А. Апогей русской философии // Вестник Русской христианской гуманитарной академии. 2014. Т. 15. Вып. 1. С. 138—140.
- Корольков А. А. Уроки В. В. Розанова в поисках религиозного самоопределения интеллигенции // Христианское чтение. Научно-богословский журнал «Богословие и философия». — 2014. — № 5. — С. 220—228.
- Корольков А. А. Русская идея и общечеловеческая культура // Вестник СПбГУ. Серия 17. Философия, конфиликтология, культурология, религиоведение. 2015. Вып. 4. С. 127—133.
- Корольков А. А. Истоки педагогической антропологии в античной пандейе // Философия образования. 2016. № 4. С. 3—12.
- Корольков А. А. Пушкин о полупросвещении и модернизация образования // Образовательный портал «Слово»
- Корольков А. А. Правда есть истина в действии. В. М. Шукшин // Образовательный портал «Слово»
- Корольков А. А. Георгий Свиридов и традиции русской духовной культуры // Образовательный портал «Слово»

## Литературные труды
- Корольков А. А. Воспоминания Домового: Повесть: Для сред. шк. возраста / Предисл. С. П. Залыгина; Худож. В. А. Авдеев. — Новосибирск: Новосибирское книжное издательство, 1989. — 190 с. ISBN 5-7620-0069-9
- Корольков А. А. Воспоминания Домового : Сказочная повесть: Для сред. шк. возраста. / Вступ. ст. В. А. Возчикова. — Бийск : НИЦ БиГПИ, 1998. — 153 с. ISBN 5-85127-129-9
- Корольков А. А. Утро будет… : Повесть и рассказы. — Бийск: НИЦ БиГПИ, 2000. — 248 с. — (Библиотека журнала "Розмысл"). ISBN 5-85127-190-6
- Корольков А. А. Яблоко от Достоевского: памяти Валентина Григорьевича Распутина. — СПб.: Росток, 2015. — 319 с. ISBN 978-5-94668-169-8 : 500 экз.